# Roya Mahboob

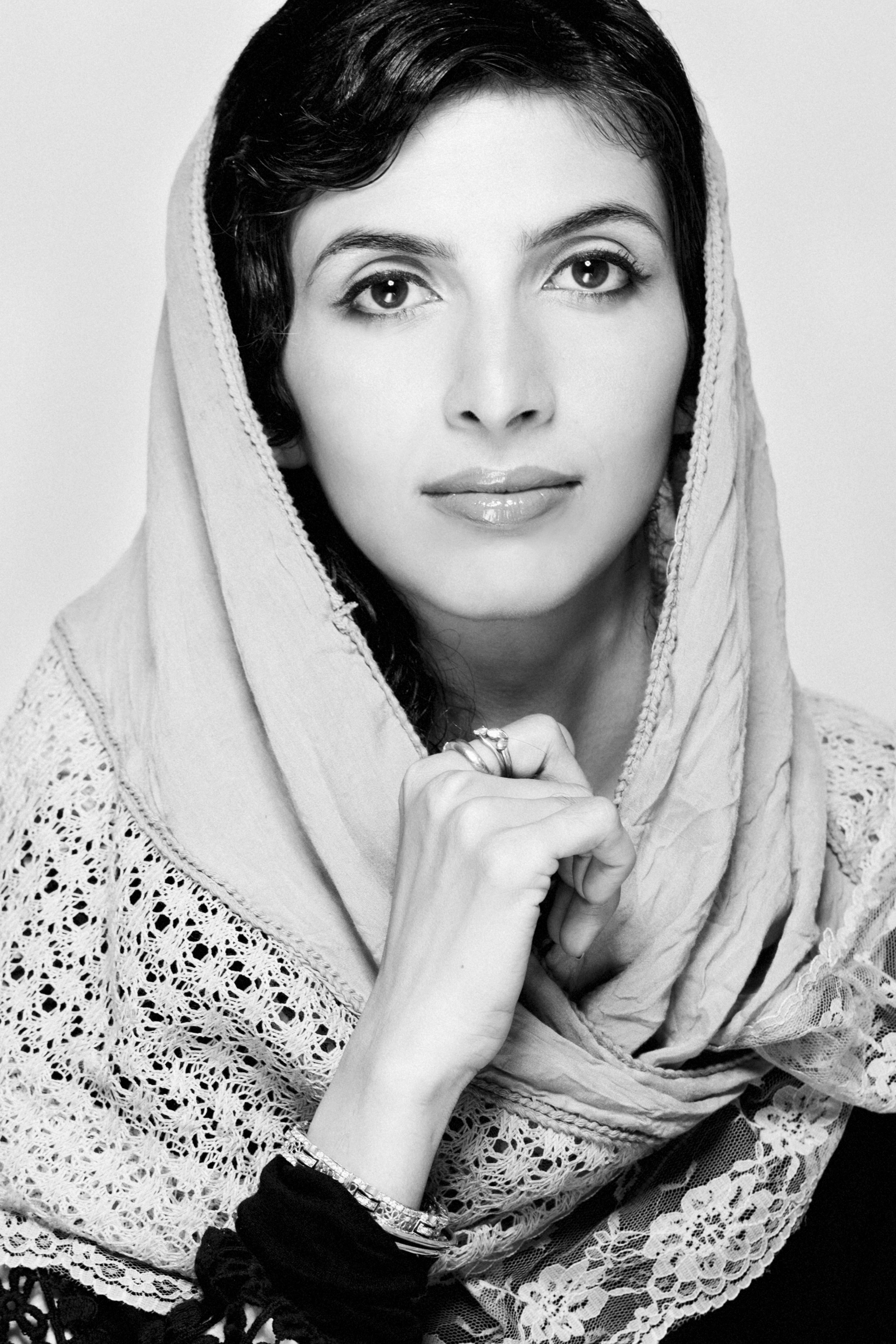
Roya Mahboob (2012)

Roya Mahboob (paschtunisch und persisch رویا محبوب; * 20. Jahrhundert in Herat) ist eine afghanische Geschäftsfrau und Unternehmerin. Sie gründete und leitet die afghan Citadel Software Company, ein Softwareentwicklungsunternehmen mit Sitz in Herat. Sie hat Aufmerksamkeit erregt, weil sie zu den ersten weiblichen CEOs im IT-Bereich in Afghanistan gehört, wo es immer noch relativ selten ist, dass Frauen außerhalb des Hauses arbeiten. Am 18. April 2013 wurde Roya Mahboob vom Time-Magazin in die Liste der 100 einflussreichsten Menschen der Welt 2013 aufgenommen, weil sie sich für den Aufbau von Internet-Klassenzimmern in Gymnasien in Afghanistan und für Women’s Annex, eine mehrsprachige Blog- und Videoseite, die von Film Annex betrieben wird, eingesetzt hat.

## Biographie
Nach der sowjetischen Invasion verließ Mahboob Afghanistan mit ihrer Familie und lebte zunächst im benachbarten Pakistan und später im Iran. 2003 kehrte sie zurück und lernte Englisch, indem sie als Freiwillige bei einer auf Medien spezialisierten französischen Nichtregierungsorganisation (NRO) arbeitete. Noch im selben Jahr nahm sie an Kursen für Informations- und Kommunikationstechnologie teil, die vom Entwicklungsprogramm der Vereinten Nationen für Frauen angeboten wurden, und schrieb sich 2005 an der Herat University für einen Bachelor-Studiengang in Informatik ein. Dort wurde sie von einem Team der TU Berlin unterrichtet. An dieser Hochschule verbrachte sie außerdem ein Semester im Rahmen einer Ausbildung für Informatik-Dozenten. Nach ihrem Abschluss 2009 arbeitete Mahboob als IT-Direktorin an der Universität Herat, später als Projektkoordinatorin in der IT-Abteilung des Ministeriums für Hochschulbildung, wo sie weiterhin eng mit dem Zentrum für internationale und interkulturelle Kommunikation der TU Berlin zusammenarbeitete. Im Mai 2011 gehörte sie zu einer ersten Klasse von sieben afghanischen Unternehmern im Rahmen des Herat Information Technology Program, einem Ableger der Task Force for Business and Stability Operations in Afghanistan, die 2010 von Paul Brinkley, dem ehemaligen stellvertretenden Unterstaatssekretär für Verteidigung, gegründet wurde.

## Karriere
Mahboob gründete die Afghan Citadel Software (ACSC) im Jahr 2010 zusammen mit zwei Kommilitonen der Universität Herat und einer Investition von 20.000 US-Dollar. Ziel war es, Arbeitsplätze für Hochschulabsolventen – insbesondere Frauen – auf dem wachsenden Technologiemarkt Afghanistans zu schaffen. Das Unternehmen beschäftigte mindestens 20 Programmierer, von denen mehr als die Hälfte Frauen waren.
ACSC entwickelt Software nach spezifischen Anforderungen, die von den Kunden, d. h. Ministerien, Universitäten und internationalen Organisationen in Afghanistan, festgelegt werden. Darüber hinaus erstellt das Unternehmen eigenständige oder integrierte Anwendungen für Computer und Mobiltelefone, die auf den Bedürfnissen des Marktes und den ermittelten Möglichkeiten basieren. Zu den bisherigen Projekten gehören die Unterstützung eines Krankenhauses in Herat bei der Umstellung von Papier auf digitale Aufzeichnungen sowie die Unterstützung der Universität Herat bei der Bereitstellung von zuverlässigem Internet im Rahmen des Silk-Afghanistan-Projekts der NATO.
Im Jahr 2012 wurde Citadel of New York gegründet, um Examer zu entwickeln und zu fördern, eine interaktive und bildungsorientierte soziale Netzwerkplattform mit einem Mikro-Stipendien-Zahlungssystem, das Mahboob mitentwickelt hat. Ein weiteres Projekt, das aus dieser Partnerschaft hervorging, Women’s Annex, bietet ebenfalls eine Finanzierung für Videoinhalte in sozialen Medien und gibt afghanischen Frauen die Möglichkeit, eine Karriere als Filmemacherin zu beginnen. Citadel of New York erwarb im Oktober 2012 eine zehnprozentige Beteiligung am afghanischen Fußballverein Esteqlal.
Im Jahr 2014 wurde Mahboob Mitglied des Beirats der internationalen Denkfabrik Global Thinkers Forum.
Sie gründete das Afghan Girls Robotics Team, das auch als Afghan Dreamers bekannt ist.

## Würdigungen
Mahboob erhielt Anerkennung dafür, dass sie in einem Land, in dem Frauen größtenteils nicht außerhalb des Hauses arbeiten, eine weibliche Geschäftsführerin war. Sie wurde bedroht, weil sie ein Unternehmen gründete und leitete, ihr Unternehmen hauptsächlich mit Frauen besetzte, mit Ausländern Geschäfte machte und sogar ein Auto fuhr.
Mahboob tat sich auch mit Film Annex, einer Online-Filmverleihplattform und einem Webfernsehnetzwerk, zusammen, um 2012 das Afghan Development Project zu starten. Ziel des Projekts ist es, der Welt das neue Gesicht Afghanistans zu zeigen, indem aktuelle Videos, Interviews und Nachrichtenclips sowie Archivmaterial direkt von Afghan Youth Development gesendet werden. Die Partnerschaft zwischen Francesco Rulli und Mahboob begann nach einem NATO-Werbevideo 2011 und beschloss, sich an der Umstrukturierung Afghanistans zu beteiligen. Mahboob und Film Annex arbeiten daran, Internet-Klassenzimmer in afghanischen Schulen einzurichten, um Kinder mit der Welt zu verbinden und sie davon abzuhalten, sich den Taliban anzuschließen.
Am 18. November 2013 schrieb US-Senator John Kerry einen Aufsatz für Politico, in dem er seine Erfahrungen mit Roya Mahboob, der Geschäftsführerin des Softwareentwicklungsunternehmens Citadel, sowie die aktuellen Veränderungen, die von afghanischen Frauen in einer Vielzahl von sozialen Bereichen vorangetrieben werden, ausführlich beschreibt. Kerrys Essay beschreibt, wie afghanische Frauen, und insbesondere Roya Mahboob, nicht nur Afghanistan, sondern auch die Weltgemeinschaft verändern. Kerry geht insbesondere darauf ein, wie Mahboobs Beiträge zur afghanischen Gesellschaft und zur Weltgemeinschaft weitreichende Auswirkungen haben. Auch wenn Afghanistan auf globaler Ebene noch viel Arbeit vor sich hat, weist Senator Kerry darauf hin, dass Mahboobs Erfolg als weibliche Schlüsselfigur ein großer Schritt in Richtung dauerhafter Frieden und Wohlstand ist.

## Auszeichnungen
- 2013: Einer der „100 einflussreichsten Menschen der Welt“ von „Time“: Civic Innovator „National Democracy Institute“[6]
- 2013: Civic Innovator „National Democracy Institute“[21]
- 2014: The Tribeca Disruptive Innovation Awards[22]
- 2015: Weltwirtschaftsforum Young Global Leaders[23]
- 2015: Michael Dukakis Leadership Fellow[24]